# Quarto, Campania
Quarto là một đô thị ở tỉnh Napoli ở vùng Campania, cách khoảng 11 km về phía tây bắc của Napoli. Tại thời điểm ngày 31 tháng 12 năm 2004, đô thị này có dân số 38.573 người và diện tích là 14,2 km².
Quarto giáp các đô thị: Giugliano in Campania, Marano di Napoli, Napoli, Pozzuoli, Villaricca. Câu lạc bộ bóng đá đô thị này là A.S.D. Quarto.